# Coupe du Liechtenstein de football 2016-2017
Navigation
Édition précédente Édition suivante
La coupe du Liechtenstein 2016-2017 de football est la 72e édition de la Coupe nationale de football, la seule compétition nationale du pays en l'absence de championnat. Le vainqueur de la compétition se qualifie pour le premier tour préliminaire de la Ligue Europa 2017-2018. Elle débute le 17 août 2016 et se conclut en mai 2017, jour de la finale disputée au Rheinpark Stadion de Vaduz. Les sept équipes premières du pays ainsi que plusieurs équipes réserves de ces clubs, soit seize équipes au total, s'affrontent dans des tours à élimination directe.
Pour la cinquième année consécutive, le FC Vaduz remporte la compétition. Le club s'impose en finale cette saison face à l'USV Eschen/Mauren sur le score de cinq buts à un. Ce succès lui permet de participer au premier tour de la Ligue Europa la saison suivante.

## Premier tour
Le premier tour concerne les équipes réserves ainsi que le club du FC Balzers.
| Date             | Équipe 1             | Résultat | Équipe 2              |
| ---------------- | -------------------- | -------- | --------------------- |
| 17 août 2016     | FC Schaan III        | 1 - 4    | USV Eschen/Mauren III |
| 23 août 2016     | FC Schaan II         | 1 - 2    | FC Ruggell II         |
| 24 août 2016     | USV Eschen/Mauren II | 3 - 0    | FC Triesenberg II     |
| 7 septembre 2016 | FC Triesen II        | 1 - 5    | FC Balzers            |

## Deuxième tour
Le deuxième tour voit l'entrée en lice du FC Balzers III, du FC Ruggell, du FC Triesenberg et du FC Triesen.
| Date              | Équipe 1              | Résultat | Équipe 2       |
| ----------------- | --------------------- | -------- | -------------- |
| 28 septembre 2016 | USV Eschen/Mauren II  | 0 - 3    | FC Balzers     |
| 27 septembre 2016 | FC Balzers III        | 0 - 2    | FC Ruggell     |
| 4 octobre 2016    | USV Eschen/Mauren III | 0 - 7    | FC Triesenberg |
| 28 septembre 2016 | FC Ruggell II         | 0 - 1    | FC Triesen     |

## Quarts de finale
Les quarts de finale voient l'entrée en lice des demi-finalistes de l'édition précédente : le FC Vaduz, l'USV Eschen/Mauren, FC Balzers II et le FC Schaan. A noter que pour la première fois depuis quatre ans, les sept clubs du pays ont tous au moins une équipe encore en lice à ce stade de la compétition.
| Date            | Équipe 1       | Résultat | Équipe 2          |
| --------------- | -------------- | -------- | ----------------- |
| 25 octobre 2016 | FC Balzers     | 0 - 4    | USV Eschen/Mauren |
| 25 octobre 2016 | FC Ruggell     | 0 - 11   | FC Vaduz          |
| 25 octobre 2016 | FC Triesenberg | 3 - 1    | FC Schaan         |
| 26 octobre 2016 | FC Balzers II  | 0 - 2    | FC Triesen        |

## Demi-finales
Le FC Triesen atteint le dernier carré pour la première fois depuis l'édition 2000-2001.
| Date         | Équipe 1       | Résultat | Équipe 2          |
| ------------ | -------------- | -------- | ----------------- |
| 4 avril 2017 | FC Triesenberg | 2 - 4    | USV Eschen/Mauren |
| 4 avril 2017 | FC Triesen     | 0 - 18   | FC Vaduz          |

## Finale
| 24 mai 2017 | FC Vaduz                                                                     | 5 - 1 | USV Eschen/Mauren | Sportpark Eschen-Mauren, Eschen            |                                            |
| 18:30       | Aldin Turkes 1re, 26e, 51e · Philipp Muntwiler 43e · Stjepan Kukuruzovic 56e |       | 30e Nicolo Pola   | Spectateurs : 984 Arbitrage : Sascha Amhof | Spectateurs : 984 Arbitrage : Sascha Amhof |
| 18:30       | (Rapport)                                                                    |       |                   | Spectateurs : 984 Arbitrage : Sascha Amhof | Spectateurs : 984 Arbitrage : Sascha Amhof |

- Le FC Vaduz se qualifie pour la Ligue Europa 2017-2018.